# Susanne Schwab
Susanne Schwab ist eine deutsche Schauspielerin, Synchronsprecherin, Fernsehmoderatorin und Autorin.

## Leben und Karriere
Schwab wuchs in Peking auf.
Ihre Schauspielausbildung erhielt Susanne Schwab von 1975 bis 1978 an der Hochschule für Schauspielkunst „Ernst Busch“ Berlin (DDR).
Schwab ist seit 1983 freiberuflich tätig. Sie arbeitete 1985 bis 1990 in der Sendung Susannes Spielzeugheim für das Kinderprogramm des DFF. Schon 1984 wurde sie Programmansagerin beim DFF, später kurzzeitig Sprecherin und Moderatorin bei RTL, anschließend beim SFB. Von 2006 bis 2014 war sie Moderatorin bei Astro TV.
Sie spricht neben Deutsch auch Englisch und Russisch. Ihre Stimmlage ist Mezzosopran.

## Theaterengagements
- 1978–1983: Deutsches Theater Berlin
- 1978–1983: Bühnen der Stadt Gera

## Filmografie (Auswahl)
Kino
- 1987: Hasenherz
- 1988: Moritz in der Litfaßsäule
- 1990: Lasst mich doch eine Taube sein
- 1992: Moebius
- 1999: Otto – Der Katastrofenfilm

Fernsehfilme
- 1970: Unsere Klasse – Große Klasse
- 1984: Mit vierzig hat man noch Träume
- 1985: Polizeiruf 110 – Treibnetz (Fernsehreihe)
- 1986: Polizeiruf 110 – Parkplatz der Liebe
- 1987: Jan Oppen
- 1987: Altes Herz geht auf die Reise
- 1987: Zwei Ärztinnen
- 1987: Polizeiruf 110 –  Der Tote zahlt
- 1987: Der Staatsanwalt hat das Wort – Teuer bezahlt
- 1988: Der Geisterseher
- 1988: Eine Magdeburger Geschichte
- 1988: Stunde der Wahrheit
- 1989: Polizeiruf 110 – Mitternachtsfall
- 1989: Die gläserne Fackel (Fernsehmehrteiler, Folge: Zukunftslinien)
- 1990: Selbstversuch
- 1990: Laßt mich doch eine Taube sein
- 1990: Der Westminster-Gong
- 1990: Die Sprungdeckeluhr
- 1990: Polizeiruf 110 – Tödliche Träume
- 1993: Krücke (Film)
- 1995: Die Bratpfannenstory
- 2010: Das Glück ist eine Katze

Fernsehserien
- 1985–1990: In Susannes Spielzeugheim
- 1986: Die Leute von Züderow
- 1988: Zahn um Zahn – Die Praktiken des Dr. Wittkugel (Folge: Besuch für Häppchen)
- 1989: Johanna (Fernsehserie) (Folge: Umwege)
- 1990: Klein, aber Charlotte (Fernsehserie)
- 1992: Sherlock Holmes und die sieben Zwerge
- 1996: Alarmcode 112 (Fernsehserie)
- 1997: Im Namen des Gesetzes
- 1998: Fieber (Fernsehserie)
- 1998: Unser Charly
- 2005–2008: Schloss Einstein
- 2007: Das Ärztehaus
- 2009: Anna und die Liebe

## Fernsehmoderationen (Auszug)
- 1984–90: Lottozahlen, Nachrichten, Programmpräsentation
- 1991–93: Nachrichten, Programmpräsentation
- 1993–94: Frühstücksfernsehen
- 1994–98: Presseschau, Die Umschau, Lottozahlen
- 2001: Mitteldeutsche Profile
- 2004: Ruppiner Bilderbogen
- 2006: Drehscheibe Dresden
- 2006–2014: Astro TV

## Synchronisation (Auszug)
- 1999: Tag der Vergeltung – Du hast meinen Sohn missbraucht – Christine Lahti als Ellie Nesler
- 2000: Aufgelegt! – Stephanie Ittleson als Victoria
- 2000: Erin Brockovich – Marg Helgenberger als Donna Jensen
- 2000: Secret Agent Man (Fernsehserie) – Suleka Mathew als Ellen

## Hörspiele
- 1984: Zlatko Seselj: Die Abenteuer der kleinen Magdica (Die Gans) – Regie: Albrecht Surkau (Kinderhörspiel – Rundfunk der DDR)
- 1985: Volksbuch: Till Eulenspiegels mehrsteils wohlige Nacht in der Herberg zu Kneiteln (Schmiedin) – Regie: Andreas Scheinert, Jürgen Schmidt (Hörspiel – Litera)
- 1986: Hans Christian Andersen: Des Kaisers neue Kleider (1. Frau) – Regie: Dieter Scharfenberg (Kinderhörspiel – Litera)
- 1987: Andreas Scheinert: Des Teufels Triller (Holzhauerin) – Regie: Andreas Scheinert (Hörspiel – Litera)
- 1989: Astrid Rösel: Picknick mit einem Toten (Peggy Soon) – Regie: Detlef Kurzweg (Hörspiel – Rundfunk der DDR)
- 1989: Luise Rinser: Detektivin Susi löst einen ungewöhnlichen Fall (Frau) – Regie: Manfred Täubert (Kinderhörspiel – Rundfunk der DDR)

## Auszeichnungen
- 2007: Dritter Platz in der Zuschauer Wahl der beliebtesten Fernsehansagerinnen